# Városi gyorsvasutak Kínában

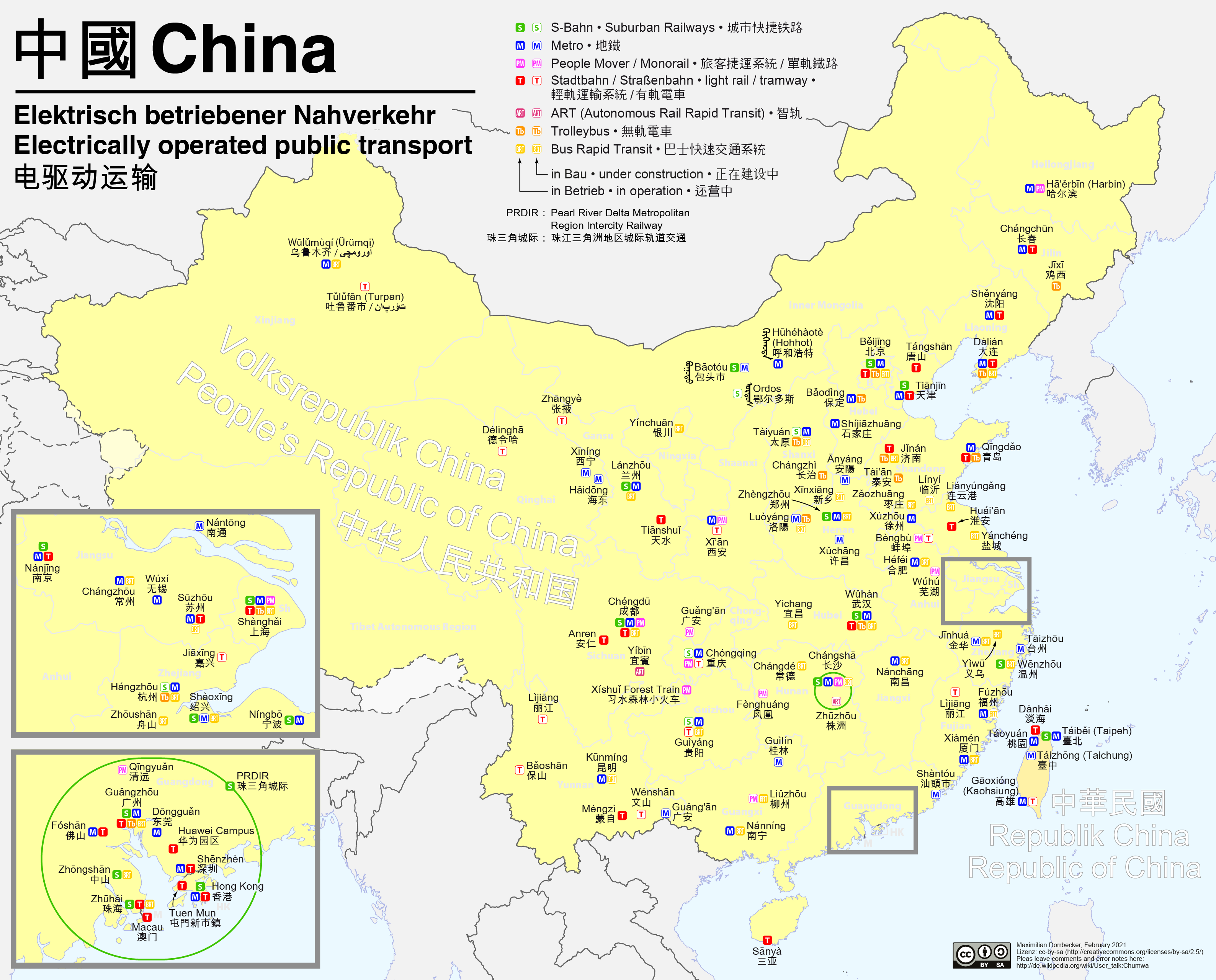
Kína térképe a városi vasútrendszerekkel

Ez a szócikk a Kínában található városi gyorsvasúti rendszereket sorolja fel. A gyorsvasút rendszerbe beletartoznak a városi és elővárosi vasutak, a metró, a villamos és a Sanghaji lebegő mágnesvasút is. Néhány helyen még a városi Bus Rapid Transit (BRT) rendszerek is.
Néhány kínai város már a 19. század elején is üzemeltetett villamos városi vasutakat, de ezeket az 1950-es évekre bezárták. Nanking 1907 és 1958 között üzemeltetett városi vasutat. Ma Kína büszkélkedhet a világ leghosszabb és a második leghosszabb metró rendszerével. Az első metró Kínában Pekingben épült 1969-ben. Ezt követte a Tiencsini metró 1984-ben. A Sanghaji metró, annak ellenére, hogy a világ második leghosszabb metrója, csak 1995-ben kezdte meg működését.
2009 és 2015 között Kína azt tervezi, hogy 25 nagyvárosban 87 új vonal épül, összesen 2495 km hosszan. Ez várhatóan 988,6 milliárd RMB-be fog kerülni. 2012-től Kína átlagosan 270 km új vonalat fog építeni. Ezek a városi vonalak befektetések a jövőbe, mivel Kína rendkívül gyorsan városiasodik, a megnövekedett forgalmat pedig nem bírják el a közutak. A lakosság részéről egyre nagyobb az igény, hogy a gyaloglást és a kerékpározást kényelmesebb eszközre cseréljék.

## Városi vasútrendszerek (MRT)

### Jelenleg üzemelő
A lista nem teljes
| Rendszer                                                                                    | Információk     | Információk                                                       | Jelenleg üzemelő | Építés alatt | Térkép | Jegyzetek         |
| ------------------------------------------------------------------------------------------- | --------------- | ----------------------------------------------------------------- | --- | --- | ------ | ----------------- |
| Csengtui metró 成都地铁                                                                     | Hely            | Csengtu                                                           | Line 1 Line 2 | Line 1 (második szakasz) Line 2 (második szakasz) Line 3 Line 4 |        |                   |
| Csengtui metró 成都地铁                                                                     | Üzemkezdet      | 2010                                                              | Line 1 Line 2 | Line 1 (második szakasz) Line 2 (második szakasz) Line 3 Line 4 |        |                   |
| Csengtui metró 成都地铁                                                                     | Üzemelő vonalak | 1                                                                 | Line 1 Line 2 | Line 1 (második szakasz) Line 2 (második szakasz) Line 3 Line 4 |        |                   |
| Csengtui metró 成都地铁                                                                     | Állomások száma | 36                                                                | Line 1 Line 2 | Line 1 (második szakasz) Line 2 (második szakasz) Line 3 Line 4 |        |                   |
| Csengtui metró 成都地铁                                                                     | Hálózat hossza  | 40                                                                | Line 1 Line 2 | Line 1 (második szakasz) Line 2 (második szakasz) Line 3 Line 4 |        |                   |
| Csengtui metró 成都地铁                                                                     | Utasok száma    |                                                                   | Line 1 Line 2 | Line 1 (második szakasz) Line 2 (második szakasz) Line 3 Line 4 |        |                   |
|                                                                                             |                 |                                                                   | | |        |                   |
| Csungkingi metró CRT 重庆轨道交通                                                           | Hely            | Csungking                                                         | Line 1 Line 2 Line 3 Line 6 | Line 3 (harmadik szakasz) Line 6 (második és harmadik szakasz) |        | [ 4 ]             |
| Csungkingi metró CRT 重庆轨道交通                                                           | Üzemkezdet      | 2005                                                              | Line 1 Line 2 Line 3 Line 6 | Line 3 (harmadik szakasz) Line 6 (második és harmadik szakasz) |        | [ 4 ]             |
| Csungkingi metró CRT 重庆轨道交通                                                           | Üzemelő vonalak | 4                                                                 | Line 1 Line 2 Line 3 Line 6 | Line 3 (harmadik szakasz) Line 6 (második és harmadik szakasz) |        | [ 4 ]             |
| Csungkingi metró CRT 重庆轨道交通                                                           | Állomások száma | 77                                                                | Line 1 Line 2 Line 3 Line 6 | Line 3 (harmadik szakasz) Line 6 (második és harmadik szakasz) |        | [ 4 ]             |
| Csungkingi metró CRT 重庆轨道交通                                                           | Hálózat hossza  | 130.25                                                            | Line 1 Line 2 Line 3 Line 6 | Line 3 (harmadik szakasz) Line 6 (második és harmadik szakasz) |        | [ 4 ]             |
| Csungkingi metró CRT 重庆轨道交通                                                           | Utasok száma    | 860,000 (avg. 2012) 45 millió (2010 évi, csak 2-es vonal)         | Line 1 Line 2 Line 3 Line 6 | Line 3 (harmadik szakasz) Line 6 (második és harmadik szakasz) |        | [ 4 ]             |
|                                                                                             |                 |                                                                   | | |        |                   |
| Hangcsoui metró 杭州地铁                                                                    | Hely            | Hangcsou                                                          | - 1-es vonal | - 2-es vonal |        |                   |
| Hangcsoui metró 杭州地铁                                                                    | Üzemkezdet      | 2012                                                              | - 1-es vonal | - 2-es vonal |        |                   |
| Hangcsoui metró 杭州地铁                                                                    | Üzemelő vonalak | 1                                                                 | - 1-es vonal | - 2-es vonal |        |                   |
| Hangcsoui metró 杭州地铁                                                                    | Állomások száma | 8                                                                 | - 1-es vonal | - 2-es vonal |        |                   |
| Hangcsoui metró 杭州地铁                                                                    | Hálózat hossza  | 48                                                                | - 1-es vonal | - 2-es vonal |        |                   |
| Hangcsoui metró 杭州地铁                                                                    | Utasok száma    |                                                                   | - 1-es vonal | - 2-es vonal |        |                   |
|                                                                                             |                 |                                                                   | | |        |                   |
| Hong Kong Mass Transit Railway MTR 港鐵 / 港铁 Tartalmazza a Kowloon–Canton-vasútvonalat is | Hely            | Hongkong                                                          | █ Kwun Tong vonal █ Tsuen Wan vonal █ Island vonal █ Tung Chung vonal █ Airport Express █ Disneyland Resort vonal █ Tseung Kwan O vonal █ East Rail vonal █ West Rail vonal █ Ma On Shan vonal                                  | - West Island vonal - South Island vonal - Shatin to Central Link |        | [ Note 1 ]        |
| Hong Kong Mass Transit Railway MTR 港鐵 / 港铁 Tartalmazza a Kowloon–Canton-vasútvonalat is | Üzemkezdet      | 2007 1979 (régi MTR) 1910 (KCR)                                   | █ Kwun Tong vonal █ Tsuen Wan vonal █ Island vonal █ Tung Chung vonal █ Airport Express █ Disneyland Resort vonal █ Tseung Kwan O vonal █ East Rail vonal █ West Rail vonal █ Ma On Shan vonal                                  | - West Island vonal - South Island vonal - Shatin to Central Link |        | [ Note 1 ]        |
| Hong Kong Mass Transit Railway MTR 港鐵 / 港铁 Tartalmazza a Kowloon–Canton-vasútvonalat is | Üzemelő vonalak | 11                                                                | █ Kwun Tong vonal █ Tsuen Wan vonal █ Island vonal █ Tung Chung vonal █ Airport Express █ Disneyland Resort vonal █ Tseung Kwan O vonal █ East Rail vonal █ West Rail vonal █ Ma On Shan vonal                                  | - West Island vonal - South Island vonal - Shatin to Central Link |        | [ Note 1 ]        |
| Hong Kong Mass Transit Railway MTR 港鐵 / 港铁 Tartalmazza a Kowloon–Canton-vasútvonalat is | Állomások száma | 93                                                                | █ Kwun Tong vonal █ Tsuen Wan vonal █ Island vonal █ Tung Chung vonal █ Airport Express █ Disneyland Resort vonal █ Tseung Kwan O vonal █ East Rail vonal █ West Rail vonal █ Ma On Shan vonal                                  | - West Island vonal - South Island vonal - Shatin to Central Link |        | [ Note 1 ]        |
| Hong Kong Mass Transit Railway MTR 港鐵 / 港铁 Tartalmazza a Kowloon–Canton-vasútvonalat is | Hálózat hossza  | 175 km (109 mi)                                                   | █ Kwun Tong vonal █ Tsuen Wan vonal █ Island vonal █ Tung Chung vonal █ Airport Express █ Disneyland Resort vonal █ Tseung Kwan O vonal █ East Rail vonal █ West Rail vonal █ Ma On Shan vonal                                  | - West Island vonal - South Island vonal - Shatin to Central Link |        | [ Note 1 ]        |
| Hong Kong Mass Transit Railway MTR 港鐵 / 港铁 Tartalmazza a Kowloon–Canton-vasútvonalat is | Utasok száma    | 4,064 millió (napi rekord) 1,482 milliárd (2011 évi)              | █ Kwun Tong vonal █ Tsuen Wan vonal █ Island vonal █ Tung Chung vonal █ Airport Express █ Disneyland Resort vonal █ Tseung Kwan O vonal █ East Rail vonal █ West Rail vonal █ Ma On Shan vonal                                  | - West Island vonal - South Island vonal - Shatin to Central Link |        | [ Note 1 ]        |
|                                                                                             |                 |                                                                   | | |        |                   |
| Hsziani metró 西安地铁                                                                      | Hely            | Hszian                                                            | - 2-es vonal | - 1-es vonal - 3-as vonal |        | [ 6 ]             |
| Hsziani metró 西安地铁                                                                      | Üzemkezdet      | 2011                                                              | - 2-es vonal | - 1-es vonal - 3-as vonal |        | [ 6 ]             |
| Hsziani metró 西安地铁                                                                      | Üzemelő vonalak | 1                                                                 | - 2-es vonal | - 1-es vonal - 3-as vonal |        | [ 6 ]             |
| Hsziani metró 西安地铁                                                                      | Állomások száma | 17                                                                | - 2-es vonal | - 1-es vonal - 3-as vonal |        | [ 6 ]             |
| Hsziani metró 西安地铁                                                                      | Hálózat hossza  | 21                                                                | - 2-es vonal | - 1-es vonal - 3-as vonal |        | [ 6 ]             |
| Hsziani metró 西安地铁                                                                      | Utasok száma    | 150,000 (napi rekord)                                             | - 2-es vonal | - 1-es vonal - 3-as vonal |        | [ 6 ]             |
|                                                                                             |                 |                                                                   | | |        |                   |
| Kantoni metró 广州地铁                                                                      | Hely            | Kanton                                                            | 1-es vonal 2-es vonal 3-as vonal 4-es vonal 5-ös vonal 8-as vonal Kuangfo (Guǎngfó) vonal Csujiang (Zhūjiāng) APM | 6-os vonal (első és második szakasz) 9-es vonal (első szakasz) 8-as vonal |        | [ Note 2 ] [ 7 ]  |
| Kantoni metró 广州地铁                                                                      | Üzemkezdet      | 1997                                                              | 1-es vonal 2-es vonal 3-as vonal 4-es vonal 5-ös vonal 8-as vonal Kuangfo (Guǎngfó) vonal Csujiang (Zhūjiāng) APM | 6-os vonal (első és második szakasz) 9-es vonal (első szakasz) 8-as vonal |        | [ Note 2 ] [ 7 ]  |
| Kantoni metró 广州地铁                                                                      | Üzemelő vonalak | 10                                                                | 1-es vonal 2-es vonal 3-as vonal 4-es vonal 5-ös vonal 8-as vonal Kuangfo (Guǎngfó) vonal Csujiang (Zhūjiāng) APM | 6-os vonal (első és második szakasz) 9-es vonal (első szakasz) 8-as vonal |        | [ Note 2 ] [ 7 ]  |
| Kantoni metró 广州地铁                                                                      | Állomások száma | 192                                                               | 1-es vonal 2-es vonal 3-as vonal 4-es vonal 5-ös vonal 8-as vonal Kuangfo (Guǎngfó) vonal Csujiang (Zhūjiāng) APM | 6-os vonal (első és második szakasz) 9-es vonal (első szakasz) 8-as vonal |        | [ Note 2 ] [ 7 ]  |
| Kantoni metró 广州地铁                                                                      | Hálózat hossza  | 306,8                                                             | 1-es vonal 2-es vonal 3-as vonal 4-es vonal 5-ös vonal 8-as vonal Kuangfo (Guǎngfó) vonal Csujiang (Zhūjiāng) APM | 6-os vonal (első és második szakasz) 9-es vonal (első szakasz) 8-as vonal |        | [ Note 2 ] [ 7 ]  |
| Kantoni metró 广州地铁                                                                      | Utasok száma    | 7.844 millió (5 Nov 2010 record) 1,64 milliárd (2011 évi)         | 1-es vonal 2-es vonal 3-as vonal 4-es vonal 5-ös vonal 8-as vonal Kuangfo (Guǎngfó) vonal Csujiang (Zhūjiāng) APM | 6-os vonal (első és második szakasz) 9-es vonal (első szakasz) 8-as vonal |        | [ Note 2 ] [ 7 ]  |
|                                                                                             |                 |                                                                   | | |        |                   |
| Kunmingi metró KRT 昆明轨道交通                                                             | Hely            | Kunming                                                           | - 1-es vonal - 2-es vonal - 3-as vonal - 6-os vonal | |        |                   |
| Kunmingi metró KRT 昆明轨道交通                                                             | Üzemkezdet      | 2012                                                              | - 1-es vonal - 2-es vonal - 3-as vonal - 6-os vonal | |        |                   |
| Kunmingi metró KRT 昆明轨道交通                                                             | Üzemelő vonalak | 6                                                                 | - 1-es vonal - 2-es vonal - 3-as vonal - 6-os vonal | |        |                   |
| Kunmingi metró KRT 昆明轨道交通                                                             | Állomások száma | 115                                                               | - 1-es vonal - 2-es vonal - 3-as vonal - 6-os vonal | |        |                   |
| Kunmingi metró KRT 昆明轨道交通                                                             | Hálózat hossza  | 164,3                                                             | - 1-es vonal - 2-es vonal - 3-as vonal - 6-os vonal | |        |                   |
| Kunmingi metró KRT 昆明轨道交通                                                             | Utasok száma    |                                                                   | - 1-es vonal - 2-es vonal - 3-as vonal - 6-os vonal | |        |                   |
|                                                                                             |                 |                                                                   | | |        |                   |
| Nankingi metró 南京地铁                                                                     | Hely            | Nanking                                                           | 1-es vonal 2-es vonal 3-as vonal 4-es vonal 10-es vonal S1-es vonal S8-as vonal | 1-es vonal (északi szakasz) 5-ös vonal 7-es vonal S3-as vonal S7-es vonal S9-es vonal |        | [ 10 ]            |
| Nankingi metró 南京地铁                                                                     | Üzemkezdet      | 2005                                                              | 1-es vonal 2-es vonal 3-as vonal 4-es vonal 10-es vonal S1-es vonal S8-as vonal | 1-es vonal (északi szakasz) 5-ös vonal 7-es vonal S3-as vonal S7-es vonal S9-es vonal |        | [ 10 ]            |
| Nankingi metró 南京地铁                                                                     | Üzemelő vonalak | 7                                                                 | 1-es vonal 2-es vonal 3-as vonal 4-es vonal 10-es vonal S1-es vonal S8-as vonal | 1-es vonal (északi szakasz) 5-ös vonal 7-es vonal S3-as vonal S7-es vonal S9-es vonal |        | [ 10 ]            |
| Nankingi metró 南京地铁                                                                     | Állomások száma | 139                                                               | 1-es vonal 2-es vonal 3-as vonal 4-es vonal 10-es vonal S1-es vonal S8-as vonal | 1-es vonal (északi szakasz) 5-ös vonal 7-es vonal S3-as vonal S7-es vonal S9-es vonal |        | [ 10 ]            |
| Nankingi metró 南京地铁                                                                     | Hálózat hossza  | 260,5                                                             | 1-es vonal 2-es vonal 3-as vonal 4-es vonal 10-es vonal S1-es vonal S8-as vonal | 1-es vonal (északi szakasz) 5-ös vonal 7-es vonal S3-as vonal S7-es vonal S9-es vonal |        | [ 10 ]            |
| Nankingi metró 南京地铁                                                                     | Utasok száma    | 1,96 millió (2015, napi) 2,99 millió (2016-os napi rekord)        | 1-es vonal 2-es vonal 3-as vonal 4-es vonal 10-es vonal S1-es vonal S8-as vonal | 1-es vonal (északi szakasz) 5-ös vonal 7-es vonal S3-as vonal S7-es vonal S9-es vonal |        | [ 10 ]            |
|                                                                                             |                 |                                                                   | | |        |                   |
| Pekingi metró 北京地铁                                                                      | Hely            | Peking                                                            | 1-es vonal 2-es vonal 4-es vonal 5-ös vonal 6-os vonal 7-es vonal 8-as vonal 9-es vonal 10-es vonal 13-as vonal 14-es vonal 15-ös vonal Airport Express Batong vonal Changping vonal Daxing vonal Fangshan vonal Yizhuang vonal | 6-os vonal harmadik nyugati meghosszabbítás 8-as vonal második északi meghosszabbítás és első déli meghosszabbítás 14-es vonal középső szakasz 16-os vonal Fangshan vonal északi és déli meghosszabbítás |        | [ Note 3 ] [ 12 ] |
| Pekingi metró 北京地铁                                                                      | Üzemkezdet      | 1969                                                              | 1-es vonal 2-es vonal 4-es vonal 5-ös vonal 6-os vonal 7-es vonal 8-as vonal 9-es vonal 10-es vonal 13-as vonal 14-es vonal 15-ös vonal Airport Express Batong vonal Changping vonal Daxing vonal Fangshan vonal Yizhuang vonal | 6-os vonal harmadik nyugati meghosszabbítás 8-as vonal második északi meghosszabbítás és első déli meghosszabbítás 14-es vonal középső szakasz 16-os vonal Fangshan vonal északi és déli meghosszabbítás |        | [ Note 3 ] [ 12 ] |
| Pekingi metró 北京地铁                                                                      | Üzemelő vonalak | 19                                                                | 1-es vonal 2-es vonal 4-es vonal 5-ös vonal 6-os vonal 7-es vonal 8-as vonal 9-es vonal 10-es vonal 13-as vonal 14-es vonal 15-ös vonal Airport Express Batong vonal Changping vonal Daxing vonal Fangshan vonal Yizhuang vonal | 6-os vonal harmadik nyugati meghosszabbítás 8-as vonal második északi meghosszabbítás és első déli meghosszabbítás 14-es vonal középső szakasz 16-os vonal Fangshan vonal északi és déli meghosszabbítás |        | [ Note 3 ] [ 12 ] |
| Pekingi metró 北京地铁                                                                      | Állomások száma | 345                                                               | 1-es vonal 2-es vonal 4-es vonal 5-ös vonal 6-os vonal 7-es vonal 8-as vonal 9-es vonal 10-es vonal 13-as vonal 14-es vonal 15-ös vonal Airport Express Batong vonal Changping vonal Daxing vonal Fangshan vonal Yizhuang vonal | 6-os vonal harmadik nyugati meghosszabbítás 8-as vonal második északi meghosszabbítás és első déli meghosszabbítás 14-es vonal középső szakasz 16-os vonal Fangshan vonal északi és déli meghosszabbítás |        | [ Note 3 ] [ 12 ] |
| Pekingi metró 北京地铁                                                                      | Hálózat hossza  | 574 km (357 mi)                                                   | 1-es vonal 2-es vonal 4-es vonal 5-ös vonal 6-os vonal 7-es vonal 8-as vonal 9-es vonal 10-es vonal 13-as vonal 14-es vonal 15-ös vonal Airport Express Batong vonal Changping vonal Daxing vonal Fangshan vonal Yizhuang vonal | 6-os vonal harmadik nyugati meghosszabbítás 8-as vonal második északi meghosszabbítás és első déli meghosszabbítás 14-es vonal középső szakasz 16-os vonal Fangshan vonal északi és déli meghosszabbítás |        | [ Note 3 ] [ 12 ] |
| Pekingi metró 北京地铁                                                                      | Utasok száma    | 12,69 millió (2016-os napi rekord) 3,66 milliárd (2016)           | 1-es vonal 2-es vonal 4-es vonal 5-ös vonal 6-os vonal 7-es vonal 8-as vonal 9-es vonal 10-es vonal 13-as vonal 14-es vonal 15-ös vonal Airport Express Batong vonal Changping vonal Daxing vonal Fangshan vonal Yizhuang vonal | 6-os vonal harmadik nyugati meghosszabbítás 8-as vonal második északi meghosszabbítás és első déli meghosszabbítás 14-es vonal középső szakasz 16-os vonal Fangshan vonal északi és déli meghosszabbítás |        | [ Note 3 ] [ 12 ] |
|                                                                                             |                 |                                                                   | | |        |                   |
| Sanghaji metró 上海轨道交通（上海地铁）                                                     | Hely            | Sanghaj                                                           | Line 1 Line 2 Line 3 Line 4 Line 5 Line 6 Line 7 Line 8 Line 9 Line 10 Line 11 Line 12 Line 13 Line 16 | Line 5 (déli szakasz) Line 8 (déli szakasz) Line 9 (harmadik szakasz) Line 10 (második szakasz) Line 13 (harmadik szakasz) Line 17                                                                       |        | [ Note 4 ] [ 14 ] |
| Sanghaji metró 上海轨道交通（上海地铁）                                                     | Üzemkezdet      | 1995                                                              | Line 1 Line 2 Line 3 Line 4 Line 5 Line 6 Line 7 Line 8 Line 9 Line 10 Line 11 Line 12 Line 13 Line 16 | Line 5 (déli szakasz) Line 8 (déli szakasz) Line 9 (harmadik szakasz) Line 10 (második szakasz) Line 13 (harmadik szakasz) Line 17                                                                       |        | [ Note 4 ] [ 14 ] |
| Sanghaji metró 上海轨道交通（上海地铁）                                                     | Üzemelő vonalak | 14                                                                | Line 1 Line 2 Line 3 Line 4 Line 5 Line 6 Line 7 Line 8 Line 9 Line 10 Line 11 Line 12 Line 13 Line 16 | Line 5 (déli szakasz) Line 8 (déli szakasz) Line 9 (harmadik szakasz) Line 10 (második szakasz) Line 13 (harmadik szakasz) Line 17                                                                       |        | [ Note 4 ] [ 14 ] |
| Sanghaji metró 上海轨道交通（上海地铁）                                                     | Állomások száma | 364                                                               | Line 1 Line 2 Line 3 Line 4 Line 5 Line 6 Line 7 Line 8 Line 9 Line 10 Line 11 Line 12 Line 13 Line 16 | Line 5 (déli szakasz) Line 8 (déli szakasz) Line 9 (harmadik szakasz) Line 10 (második szakasz) Line 13 (harmadik szakasz) Line 17                                                                       |        | [ Note 4 ] [ 14 ] |
| Sanghaji metró 上海轨道交通（上海地铁）                                                     | Hálózat hossza  | 588 km (365,4 mi)                                                 | Line 1 Line 2 Line 3 Line 4 Line 5 Line 6 Line 7 Line 8 Line 9 Line 10 Line 11 Line 12 Line 13 Line 16 | Line 5 (déli szakasz) Line 8 (déli szakasz) Line 9 (harmadik szakasz) Line 10 (második szakasz) Line 13 (harmadik szakasz) Line 17                                                                       |        | [ Note 4 ] [ 14 ] |
| Sanghaji metró 上海轨道交通（上海地铁）                                                     | Utasok száma    | 11.867 million (napi rekord) 3,401 milliárd (2016)                | Line 1 Line 2 Line 3 Line 4 Line 5 Line 6 Line 7 Line 8 Line 9 Line 10 Line 11 Line 12 Line 13 Line 16 | Line 5 (déli szakasz) Line 8 (déli szakasz) Line 9 (harmadik szakasz) Line 10 (második szakasz) Line 13 (harmadik szakasz) Line 17                                                                       |        | [ Note 4 ] [ 14 ] |
|                                                                                             |                 |                                                                   | | |        |                   |
| Sanghaji lebegő mágnesvasút SMT / Shanghai Transrapid 上海磁浮示范运营线                    | Hely            | Sanghaj                                                           | Maglev | - Hongqiao International Airport extension |        |                   |
| Sanghaji lebegő mágnesvasút SMT / Shanghai Transrapid 上海磁浮示范运营线                    | Üzemkezdet      | 2004                                                              | Maglev | - Hongqiao International Airport extension |        |                   |
| Sanghaji lebegő mágnesvasút SMT / Shanghai Transrapid 上海磁浮示范运营线                    | Üzemelő vonalak | 1                                                                 | Maglev | - Hongqiao International Airport extension |        |                   |
| Sanghaji lebegő mágnesvasút SMT / Shanghai Transrapid 上海磁浮示范运营线                    | Állomások száma | 2                                                                 | Maglev | - Hongqiao International Airport extension |        |                   |
| Sanghaji lebegő mágnesvasút SMT / Shanghai Transrapid 上海磁浮示范运营线                    | Hálózat hossza  | 30.5                                                              | Maglev | - Hongqiao International Airport extension |        |                   |
| Sanghaji lebegő mágnesvasút SMT / Shanghai Transrapid 上海磁浮示范运营线                    | Utasok száma    |                                                                   | Maglev | - Hongqiao International Airport extension |        |                   |
|                                                                                             |                 |                                                                   | | |        |                   |
| Sencseni metró 深圳地铁                                                                     | Hely            | Sencsen                                                           | █ Luobao Line █ Shekou Line █ Longgang Line █ Longhua Line █ Huanzhong Line | █ Xili Line █ Meilin Line █ Airport Line |        | [ 18 ]            |
| Sencseni metró 深圳地铁                                                                     | Üzemkezdet      | 2004                                                              | █ Luobao Line █ Shekou Line █ Longgang Line █ Longhua Line █ Huanzhong Line | █ Xili Line █ Meilin Line █ Airport Line |        | [ 18 ]            |
| Sencseni metró 深圳地铁                                                                     | Üzemelő vonalak | 5                                                                 | █ Luobao Line █ Shekou Line █ Longgang Line █ Longhua Line █ Huanzhong Line | █ Xili Line █ Meilin Line █ Airport Line |        | [ 18 ]            |
| Sencseni metró 深圳地铁                                                                     | Állomások száma | 137                                                               | █ Luobao Line █ Shekou Line █ Longgang Line █ Longhua Line █ Huanzhong Line | █ Xili Line █ Meilin Line █ Airport Line |        | [ 18 ]            |
| Sencseni metró 深圳地铁                                                                     | Hálózat hossza  | 178                                                               | █ Luobao Line █ Shekou Line █ Longgang Line █ Longhua Line █ Huanzhong Line | █ Xili Line █ Meilin Line █ Airport Line |        | [ 18 ]            |
| Sencseni metró 深圳地铁                                                                     | Utasok száma    | 781 millió (2012 évi) 2,89 millió (April 30 - May 1, 2012 record) | █ Luobao Line █ Shekou Line █ Longgang Line █ Longhua Line █ Huanzhong Line | █ Xili Line █ Meilin Line █ Airport Line |        | [ 18 ]            |
|                                                                                             |                 |                                                                   | | |        |                   |
| Senjangi metró 沈阳地铁                                                                     | Hely            | Senjang                                                           | - 1-es vonal - 2-es vonal | - 1-es vonal (keleti szakasz) - 2-es vonal (északi szakasz) |        |                   |
| Senjangi metró 沈阳地铁                                                                     | Üzemkezdet      | 2010                                                              | - 1-es vonal - 2-es vonal | - 1-es vonal (keleti szakasz) - 2-es vonal (északi szakasz) |        |                   |
| Senjangi metró 沈阳地铁                                                                     | Üzemelő vonalak | 2                                                                 | - 1-es vonal - 2-es vonal | - 1-es vonal (keleti szakasz) - 2-es vonal (északi szakasz) |        |                   |
| Senjangi metró 沈阳地铁                                                                     | Állomások száma | 40                                                                | - 1-es vonal - 2-es vonal | - 1-es vonal (keleti szakasz) - 2-es vonal (északi szakasz) |        |                   |
| Senjangi metró 沈阳地铁                                                                     | Hálózat hossza  | 50                                                                | - 1-es vonal - 2-es vonal | - 1-es vonal (keleti szakasz) - 2-es vonal (északi szakasz) |        |                   |
| Senjangi metró 沈阳地铁                                                                     | Utasok száma    |                                                                   | - 1-es vonal - 2-es vonal | - 1-es vonal (keleti szakasz) - 2-es vonal (északi szakasz) |        |                   |
|                                                                                             |                 |                                                                   | | |        |                   |
| Szucsoui metró SRT 苏州轨道交通                                                             | Hely            | Szucsou                                                           | Line 1 | Line 2 Line 4 Line 7 |        |                   |
| Szucsoui metró SRT 苏州轨道交通                                                             | Üzemkezdet      | 2012                                                              | Line 1 | Line 2 Line 4 Line 7 |        |                   |
| Szucsoui metró SRT 苏州轨道交通                                                             | Üzemelő vonalak | 1                                                                 | Line 1 | Line 2 Line 4 Line 7 |        |                   |
| Szucsoui metró SRT 苏州轨道交通                                                             | Állomások száma | 24                                                                | Line 1 | Line 2 Line 4 Line 7 |        |                   |
| Szucsoui metró SRT 苏州轨道交通                                                             | Hálózat hossza  | 25                                                                | Line 1 | Line 2 Line 4 Line 7 |        |                   |
| Szucsoui metró SRT 苏州轨道交通                                                             | Utasok száma    |                                                                   | Line 1 | Line 2 Line 4 Line 7 |        |                   |
|                                                                                             |                 |                                                                   | | |        |                   |
| Talieni metró Dalian Rapid Transit / DRT 大连地铁（大连轨道交通） 大连快轨                  | Hely            | Talien                                                            | - 3-as vonal - 7-es vonal | - 1-es vonal - 2-es vonal - 8-as vonal - 10-es vonal |        |                   |
| Talieni metró Dalian Rapid Transit / DRT 大连地铁（大连轨道交通） 大连快轨                  | Üzemkezdet      | 2003                                                              | - 3-as vonal - 7-es vonal | - 1-es vonal - 2-es vonal - 8-as vonal - 10-es vonal |        |                   |
| Talieni metró Dalian Rapid Transit / DRT 大连地铁（大连轨道交通） 大连快轨                  | Üzemelő vonalak | 2                                                                 | - 3-as vonal - 7-es vonal | - 1-es vonal - 2-es vonal - 8-as vonal - 10-es vonal |        |                   |
| Talieni metró Dalian Rapid Transit / DRT 大连地铁（大连轨道交通） 大连快轨                  | Állomások száma | 20                                                                | - 3-as vonal - 7-es vonal | - 1-es vonal - 2-es vonal - 8-as vonal - 10-es vonal |        |                   |
| Talieni metró Dalian Rapid Transit / DRT 大连地铁（大连轨道交通） 大连快轨                  | Hálózat hossza  | 63                                                                | - 3-as vonal - 7-es vonal | - 1-es vonal - 2-es vonal - 8-as vonal - 10-es vonal |        |                   |
| Talieni metró Dalian Rapid Transit / DRT 大连地铁（大连轨道交通） 大连快轨                  | Utasok száma    | 120,000 (Avg. Daily) 200,000 (Peak Record)                        | - 3-as vonal - 7-es vonal | - 1-es vonal - 2-es vonal - 8-as vonal - 10-es vonal |        |                   |
|                                                                                             |                 |                                                                   | | |        |                   |
| Tiencsini metró 天津地铁                                                                    | Hely            | Tiencsin                                                          | Line 1 Line 2 Line 3 Line 6 Line 9 TEDA Tram | Line 2 Jianguodao Sta. Line 5 Line 6 |        | [ Note 5 ]        |
| Tiencsini metró 天津地铁                                                                    | Üzemkezdet      | 2003 1984 (régi rendszer)                                         | Line 1 Line 2 Line 3 Line 6 Line 9 TEDA Tram | Line 2 Jianguodao Sta. Line 5 Line 6 |        | [ Note 5 ]        |
| Tiencsini metró 天津地铁                                                                    | Üzemelő vonalak | 6                                                                 | Line 1 Line 2 Line 3 Line 6 Line 9 TEDA Tram | Line 2 Jianguodao Sta. Line 5 Line 6 |        | [ Note 5 ]        |
| Tiencsini metró 天津地铁                                                                    | Állomások száma | 127                                                               | Line 1 Line 2 Line 3 Line 6 Line 9 TEDA Tram | Line 2 Jianguodao Sta. Line 5 Line 6 |        | [ Note 5 ]        |
| Tiencsini metró 天津地铁                                                                    | Hálózat hossza  | 170,7 km (106 mi)                                                 | Line 1 Line 2 Line 3 Line 6 Line 9 TEDA Tram | Line 2 Jianguodao Sta. Line 5 Line 6 |        | [ Note 5 ]        |
| Tiencsini metró 天津地铁                                                                    | Utasok száma    | 64,3 millió (2010 évi)                                            | Line 1 Line 2 Line 3 Line 6 Line 9 TEDA Tram | Line 2 Jianguodao Sta. Line 5 Line 6 |        | [ Note 5 ]        |
|                                                                                             |                 |                                                                   | | |        |                   |
| Vuhani metró 武汉地铁（武汉轨道交通）                                                       | Hely            | Vuhan                                                             | Line 1 Line 2 | Line 3 Line 4 |        | [ 22 ]            |
| Vuhani metró 武汉地铁（武汉轨道交通）                                                       | Üzemkezdet      | 2004                                                              | Line 1 Line 2 | Line 3 Line 4 |        | [ 22 ]            |
| Vuhani metró 武汉地铁（武汉轨道交通）                                                       | Üzemelő vonalak | 2                                                                 | Line 1 Line 2 | Line 3 Line 4 |        | [ 22 ]            |
| Vuhani metró 武汉地铁（武汉轨道交通）                                                       | Állomások száma | 46                                                                | Line 1 Line 2 | Line 3 Line 4 |        | [ 22 ]            |
| Vuhani metró 武汉地铁（武汉轨道交通）                                                       | Hálózat hossza  | 57                                                                | Line 1 Line 2 | Line 3 Line 4 |        | [ 22 ]            |
| Vuhani metró 武汉地铁（武汉轨道交通）                                                       | Utasok száma    | 73 millió (2011 évi, csak 1-es vonal)                             | Line 1 Line 2 | Line 3 Line 4 |        | [ 22 ]            |
|                                                                                             |                 |                                                                   | | |        |                   |

Jegyzetek
1. ↑  The Hong Kong Mass Transit Railway (MTR) consists of the main MTR subway system, which opened in 1979, and the Kowloon-Canton Railway (KCR), which opened in 1910 and was electrified in 1983. The two systems merged in 2007. Data no counts light rail lines. The ridership figures for the MTR does not include cross-border train service riders and includes only ridership on the MTR lines, airport express and light rail and certain MTR bus lines. The MTR compiles light rail and MTR bus line riders in one category so it is not possible to separate MTR bus riders from light rail riders. See
2. ↑  The Guangzhou Metro Annual ridership data is combined with Guangfo Metro.
3. ↑  The first of the Beijing Subway was completed in 1969 but did not open for trial operation until 1971 and it was restricted to riders with credential letters. The subway was fully opened to the public without credential letters in 1981.
4. ↑  The Shanghai Metro is the longest network in the world. See David Barboza. „Expo Offers Shanghai a New Turn in the Spotlight”, The New York Times, 2010. április 29. (Hozzáférés: 2010. április 29.)
5. ↑  The Tianjin Metro closed down for upgrades in 2001 and reopened in 2006.
6. The Guangfo Metro sometimes counts FMetro line 1.

## Light Rail/villamos rendszerek

### Jelenleg üzemelő
| Rendszer                                              | Információk     | Információk                                       | Jelenleg üzemelő                                                            | Jelenleg építés alatt | Térkép | Jegyzetek |
| ----------------------------------------------------- | --------------- | ------------------------------------------------- | --------------------------------------------------------------------------- | --------------------- | ------ | --------- |
| Dalian villamos 大连有轨电车                          | Hely            | Dalian                                            | - 201 - 202                                                                 |                       |        |           |
| Dalian villamos 大连有轨电车                          | Üzemkezdet      | 1909                                              | - 201 - 202                                                                 |                       |        |           |
| Dalian villamos 大连有轨电车                          | Üzemelő vonalak | 2                                                 | - 201 - 202                                                                 |                       |        |           |
| Dalian villamos 大连有轨电车                          | Állomások száma |                                                   | - 201 - 202                                                                 |                       |        |           |
| Dalian villamos 大连有轨电车                          | Hálózat hossza  | 23,4                                              | - 201 - 202                                                                 |                       |        |           |
| Dalian villamos 大连有轨电车                          | Utasok száma    |                                                   | - 201 - 202                                                                 |                       |        |           |
|                                                       |                 |                                                   |                                                                             |                       |        |           |
| Hong Kong Light Rail 香港輕鐵                         | Hely            | Hongkong                                          | - 505 - 507 - 610 - 614 - 614P - 615 - 615P - 705 - 706 - 751 - 751P - 761P |                       |        |           |
| Hong Kong Light Rail 香港輕鐵                         | Üzemkezdet      | 1988                                              | - 505 - 507 - 610 - 614 - 614P - 615 - 615P - 705 - 706 - 751 - 751P - 761P |                       |        |           |
| Hong Kong Light Rail 香港輕鐵                         | Üzemelő vonalak | 12                                                | - 505 - 507 - 610 - 614 - 614P - 615 - 615P - 705 - 706 - 751 - 751P - 761P |                       |        |           |
| Hong Kong Light Rail 香港輕鐵                         | Állomások száma | 68                                                | - 505 - 507 - 610 - 614 - 614P - 615 - 615P - 705 - 706 - 751 - 751P - 761P |                       |        |           |
| Hong Kong Light Rail 香港輕鐵                         | Hálózat hossza  | 36,2                                              | - 505 - 507 - 610 - 614 - 614P - 615 - 615P - 705 - 706 - 751 - 751P - 761P |                       |        |           |
| Hong Kong Light Rail 香港輕鐵                         | Utasok száma    | 430,000                                           | - 505 - 507 - 610 - 614 - 614P - 615 - 615P - 705 - 706 - 751 - 751P - 761P |                       |        |           |
|                                                       |                 |                                                   |                                                                             |                       |        |           |
| Changchun Light Rail Transit 长春轨道交通（长春轻轨） | Hely            | Changchun                                         | - Line 3 - Line 4                                                           | - Line 1 - Line 2     |        |           |
| Changchun Light Rail Transit 长春轨道交通（长春轻轨） | Üzemkezdet      | 2002                                              | - Line 3 - Line 4                                                           | - Line 1 - Line 2     |        |           |
| Changchun Light Rail Transit 长春轨道交通（长春轻轨） | Üzemelő vonalak | 2                                                 | - Line 3 - Line 4                                                           | - Line 1 - Line 2     |        |           |
| Changchun Light Rail Transit 长春轨道交通（长春轻轨） | Állomások száma | 49                                                | - Line 3 - Line 4                                                           | - Line 1 - Line 2     |        |           |
| Changchun Light Rail Transit 长春轨道交通（长春轻轨） | Hálózat hossza  | 51                                                | - Line 3 - Line 4                                                           | - Line 1 - Line 2     |        |           |
| Changchun Light Rail Transit 长春轨道交通（长春轻轨） | Utasok száma    | 0,27 millió (napi rekord) 33,34 millió (2010 évi) | - Line 3 - Line 4                                                           | - Line 1 - Line 2     |        |           |
|                                                       |                 |                                                   |                                                                             |                       |        |           |
| TEDA Modern Guided Rail Tram 天津开发区导轨电车       | Hely            | Tianjin                                           | - TEDA Modern Guided Rail villamos                                          |                       |        |           |
| TEDA Modern Guided Rail Tram 天津开发区导轨电车       | Üzemkezdet      | 2007                                              | - TEDA Modern Guided Rail villamos                                          |                       |        |           |
| TEDA Modern Guided Rail Tram 天津开发区导轨电车       | Üzemelő vonalak | 1                                                 | - TEDA Modern Guided Rail villamos                                          |                       |        |           |
| TEDA Modern Guided Rail Tram 天津开发区导轨电车       | Állomások száma | 14                                                | - TEDA Modern Guided Rail villamos                                          |                       |        |           |
| TEDA Modern Guided Rail Tram 天津开发区导轨电车       | Hálózat hossza  | 7,86                                              | - TEDA Modern Guided Rail villamos                                          |                       |        |           |
| TEDA Modern Guided Rail Tram 天津开发区导轨电车       | Utasok száma    |                                                   | - TEDA Modern Guided Rail villamos                                          |                       |        |           |
|                                                       |                 |                                                   |                                                                             |                       |        |           |
| Zhangjiang villamos 张江有轨电车                      | Hely            | Shanghai                                          | - Zhangjiang villamos                                                       |                       |        |           |
| Zhangjiang villamos 张江有轨电车                      | Üzemkezdet      | 2010                                              | - Zhangjiang villamos                                                       |                       |        |           |
| Zhangjiang villamos 张江有轨电车                      | Üzemelő vonalak | 1                                                 | - Zhangjiang villamos                                                       |                       |        |           |
| Zhangjiang villamos 张江有轨电车                      | Állomások száma | 15                                                | - Zhangjiang villamos                                                       |                       |        |           |
| Zhangjiang villamos 张江有轨电车                      | Hálózat hossza  | 10                                                | - Zhangjiang villamos                                                       |                       |        |           |
| Zhangjiang villamos 张江有轨电车                      | Utasok száma    |                                                   | - Zhangjiang villamos                                                       |                       |        |           |
|                                                       |                 |                                                   |                                                                             |                       |        |           |

### Építés alatt
- Shenyang Tram (沈阳有轨电车) operational by 2013[24]
- Foshan Tram (佛山有轨电车) operational by 2014[25]
- Suzhou Tram (苏州高新区有轨电车) operational by 2015[26]

## Városi vasútrendszerek?
| Rendszer                                                    | Információk     | Információk          | Jelenleg üzemelő | Építés alatt            | Térkép | Ref |
| ----------------------------------------------------------- | --------------- | -------------------- | ---------------- | ----------------------- | ------ | --- |
| Pekingi metró BCR / Beijing City Railways 北京市郊铁路      | Hely            | Peking               | S2-es vonal      | S1-es (Mentougou) vonal |        |     |
| Pekingi metró BCR / Beijing City Railways 北京市郊铁路      | Üzemkezdet      | 2008                 | S2-es vonal      | S1-es (Mentougou) vonal |        |     |
| Pekingi metró BCR / Beijing City Railways 北京市郊铁路      | Üzemelő vonalak | 1                    | S2-es vonal      | S1-es (Mentougou) vonal |        |     |
| Pekingi metró BCR / Beijing City Railways 北京市郊铁路      | Állomások száma | 6                    | S2-es vonal      | S1-es (Mentougou) vonal |        |     |
| Pekingi metró BCR / Beijing City Railways 北京市郊铁路      | Hálózat hossza  | 77                   | S2-es vonal      | S1-es (Mentougou) vonal |        |     |
| Pekingi metró BCR / Beijing City Railways 北京市郊铁路      | Utasok száma    | 57 800 (napi rekord) | S2-es vonal      | S1-es (Mentougou) vonal |        |     |
|                                                             |                 |                      |                  |                         |        |     |
| Jinshan Railway Shanghai Metro Line 22 金山铁路／二十二号线 | Hely            | Shanghai             | Line 22          |                         |        |     |
| Jinshan Railway Shanghai Metro Line 22 金山铁路／二十二号线 | Üzemkezdet      | 2012                 | Line 22          |                         |        |     |
| Jinshan Railway Shanghai Metro Line 22 金山铁路／二十二号线 | Üzemelő vonalak | 1                    | Line 22          |                         |        |     |
| Jinshan Railway Shanghai Metro Line 22 金山铁路／二十二号线 | Állomások száma | 2                    | Line 22          |                         |        |     |
| Jinshan Railway Shanghai Metro Line 22 金山铁路／二十二号线 | Hálózat hossza  | 56                   | Line 22          |                         |        |     |
| Jinshan Railway Shanghai Metro Line 22 金山铁路／二十二号线 | Utasok száma    |                      | Line 22          |                         |        |     |
|                                                             |                 |                      |                  |                         |        |     |

## Bus rapid transitrendszerek (BRT)
Több mint 30 projektet hajtanak végre, illetve vizsgálják Kína egyes nagyvárosaiban.
A világoskék hátterű BRT rendszereket még vizsgálják vagy építés alatt állnak.
| Rendszer         | Kínai név   | Rövidítés | Város        | Üzemkezdet | Megnyitott vonalak | Állomások száma | Hálózat hossza (km) | Jegyzetek  |
| ---------------- | ----------- | --------- | ------------ | ---------- | ------------------ | --------------- | ------------------- | ---------- |
| Hangzhou BRT     | 杭州BRT     | HZBRT     | Hangcsou     | 2006       | 2                  | 50              | 55,4                |            |
| Beijing BRT      | 北京BRT     | BJBRT     | Peking       | 2004       | 4                  | 60              | 54                  | [ Note 4 ] |
| Kunming BRT      | 昆明BRT     | KMBRT     | Kunming      | 1999       | 5                  | 63              | 46                  |            |
| Changzhou BRT    | 常州BRT     | CZBRT     | Csangcsou    | 2008       | 2                  | 51              | 44                  |            |
| Xiamen BRT       | 厦门BRT     | XMBRT     | Hsziamen     | 2008       | 3                  | 31              | 40                  | [ Note 5 ] |
| Jinan BRT        | 济南BRT     | JNBRT     | Csinan       | 2008       | 2                  | 46              | 34                  |            |
| Zaozhuang BRT    | 枣庄BRT     | ZZBRT     | Zaozhuang    | 2010       | 2                  | 49              | 62                  |            |
| Zhengzhou BRT    | 郑州BRT     | ZZBRT     | Csengcsou    | 2009       | 8                  | 38              | 30                  |            |
| Guangzhou BRT    | 广州BRT     | GBRT      | Kanton       | 2010       | 1                  | 26              | 22                  |            |
| Dalian BRT       | 大连BRT     | DLBRT     | Dalian       | 2008       | 1                  | 13              | 13                  |            |
| Chongqing BRT    | 重庆BRT     | CQBRT     | Csungking    | 2008       | 1                  | 9               | 11                  |            |
| Hefei BRT        | 合肥BRT     | HFBRT     | Hefei        | 2010       | 2                  | 9               | 7                   |            |
| Yancheng BRT     | 盐城BRT     |           | Yancheng     | 2010       | 2                  | 24              | 16                  |            |
| Ürümqi BRT       | 乌鲁木齐BRT |           | Ürümcsi      | 2011       | 3                  | 55              | 42                  |            |
| Lanzhou BRT      | 兰州BRT     | LZBRT     | Lanzhou      | 2012       | 1                  | 15              | 9,1                 |            |
| Shanghai BRT     | 上海BRT     | SHBRT     | Sanghaj      | 20XX       |                    |                 |                     |            |
| Shenzhen BRT     | 深圳BRT     | SZBRT     | Sencsen      | 20XX       |                    |                 |                     |            |
| Wuxi BRT         | 无锡BRT     | WXBRT     | Vuhszi       | 20XX       |                    |                 |                     |            |
| Xi'an BRT        | 西安BRT     | XABRT     | Xi'an        | 20XX       |                    |                 |                     |            |
| Shenyang BRT     | 沈阳BRT     | SYBRT     | Senjang      | 20XX       |                    |                 |                     |            |
| Chengdu BRT      | 成都BRT     | CDBRT     | Csengtu      | 20XX       |                    |                 |                     |            |
| Wuhan BRT        | 武汉BRT     | WHBRT     | Vuhan        | 20XX       |                    |                 |                     |            |
| Shijiazhuang BRT | 石家庄BRT   | SJZBRT    | Shijiazhuang | 20XX       |                    |                 |                     |            |
| Suzhou BRT       | 苏州BRT     |           | Suzhou       | 20XX       |                    |                 |                     |            |
| Harbin BRT       | 哈尔滨BRT   | HBBRT     | Harbin       | 20XX       |                    |                 |                     |            |

## Egyéb források
- 中国城市轨道交通 China Urban Mass Transit